# Croton euryphyllus
Espèce
Classification APG III (2009)
Croton euryphyllus est une espèce de plantes à fleurs du genre Croton et de la famille des Euphorbiaceae, présente en Chine (du sud du Sichuan jusqu'à Guangxi).

## Synonymes
- Croton caudatiformis Hand.-Mazz.
- Croton cavaleriei Gagnep.